# La Tête à l'envers (film, 2017)
Pour les articles homonymes, voir La Tête à l'envers.
Pour plus de détails, voir Fiche technique et Distribution.

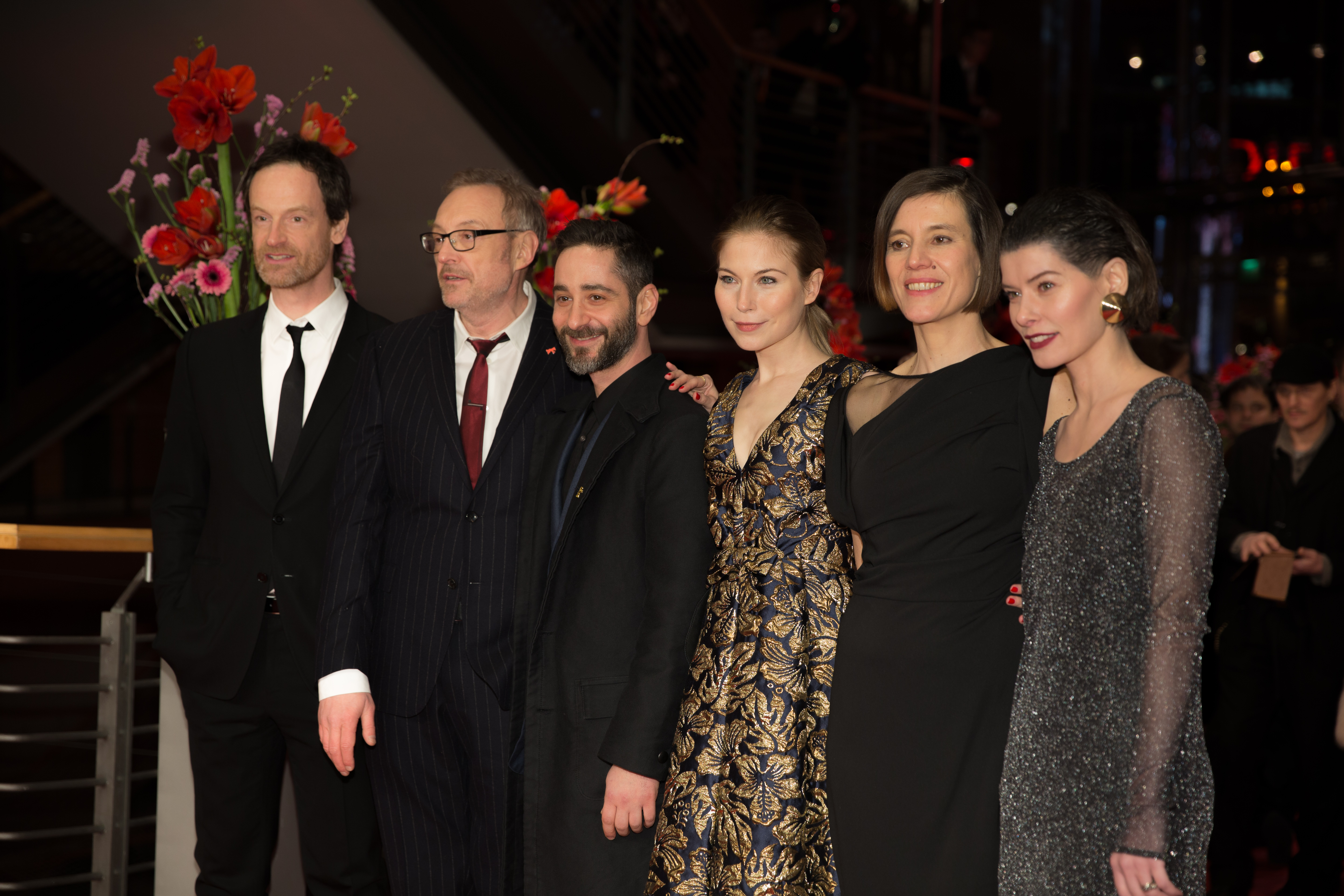
L'équipe du film à la Berlinale.

La Tête à l'envers (Wilde Maus) est un film germano-autrichien de Josef Hader sorti en 2017.
Il a été présenté en sélection à le Berlinale de 2017.

## Synopsis
Georg a 55 ans. Il travaille depuis de nombreuses années comme critique musical considéré et redouté dans un journal de Vienne. Un jour, son rédacteur en chef, Waller, le licencie de façon inattendue en raison de mesures d'économie. Georg cache son licenciement à sa femme Johanna, 43 ans, qui veut un enfant de lui, sans l'obtenir pour le moment.
Du jour au lendemain, Georg utilise sa nouvelle liberté pour remettre en service un circuit de montagnes russes en compagnie d'Erich, un ancien camarade d'école et de sa compagne roumaine, Nicoletta. La nuit, Georg commence à se venger contre son ancien chef, d'abord par de petites dégradations à sa voiture, mais cela escalade rapidement au point de menacer son existence bourgeoise patiemment construite...

## Fiche technique
- Titre original : Wilde Maus
- Titre français : La Tête à l'envers
- Réalisation : Josef Hader
- Scénario : Josef Hader
- Direction artistique : Christoph Kanter
- Décors : Hans Wagner
- Costumes : Max Wohlkönig
- Photographie : Xiaosu Han, Andreas Thalhammer
- Montage : Christoph Brunner, Ulrike Kofler, Monika Willi
- Production : Veit Heiduschka, Michael Katz
- Société(s) de production : ARD Degeto Film, Filmfonds Wien, FreibeuterFilm, Land Niederösterreich, Österreichischer Rundfunk, Österreichisches Filminstitut, Wega Film
- Société(s) de distribution : ARP Sélection (France)
- Pays d'origine :  Autriche,  Allemagne
- Langue originale : allemand
- Format : couleur
- Genre : comédie dramatique
- Durée : 103 minutes
- Dates de sortie :
  - Autriche : 17 février 2017
  - Allemagne : 9 mars 2017
  - France : 27 décembre 2017

## Distribution
- Josef Hader : Georg
- Pia Hierzegger : Johanna
- Jörg Hartmann : Waller
- Denis Moschitto : Sebastian
- Georg Friedrich : Erich
- Nora von Waldstätten : Fitz, la rédactrice
- Crina Semciuc : Nicoletta
- Maria Hofstätter : Huber, la secrétaire
- Thomas Schubert : Max
- Murathan Muslu : Mirko